# Distretto di Cajamarca
Il distretto di Cajamarca è uno dei dodici distretti  della provincia di Cajamarca, in Perù. Si trova nella regione di Cajamarca e si estende su una superficie di 382,74 chilometri quadrati.

Ha per capitale la città di Cajamarca e contava 156.821 abitanti al censimento 2005.